# Синхронне плавання на Чемпіонаті світу з водних видів спорту 2017 — комбінація, довільна програма
Змагання із синхронного плавання в комбінованій довільній програмі на Чемпіонаті світу з водних видів спорту 2017 відбулися 20 і 22 липня.

## Результати
Попередній раунд розпочався 20 липня о 19:00. Фінал відбувся 22 липня об 11:00.
Зеленим позначено фіналістів
| Місце | Країна         | Попередній раунд | Попередній раунд | Фінал      | Фінал      |
| Місце | Країна         | Очки             | Місце            | Очки       | Місце      |
| ----- | -------------- | ---------------- | ---------------- | ---------- | ---------- |
| 1     | Китай          | 95.5333          | 1                | 96.1000    | 1          |
| 2     | Україна        | 93.1667          | 2                | 94.0000    | 2          |
| 3     | Японія         | 92.9667          | 3                | 93.2000    | 3          |
| 4     | Італія         | 90.7333          | 4                | 91.6667    | 4          |
| 5     | Іспанія        | 90.2000          | 5                | 90.6667    | 5          |
| 6     | Мексика        | 87.5333          | 6                | 88.7333    | 6          |
| 7     | Греція         | 86.0000          | 7                | 87.0000    | 7          |
| 8     | Франція        | 85.3000          | 8                | 85.0667    | 8          |
| 9     | Північна Корея | 84.3333          | 9                | 84.2000    | 9          |
| 10    | Білорусь       | 82.3667          | 10               | 83.4000    | 10         |
| 11    | Швейцарія      | 81.7333          | 11               | 82.0333    | 11         |
| 12    | Казахстан      | 81.0333          | 12               | 82.0000    | 12         |
| 13    | Німеччина      | 79.1000          | 13               | Не пройшли | Не пройшли |
| 14    | Узбекистан     | 76.8333          | 14               | Не пройшли | Не пройшли |
| 15    | Словаччина     | 75.4667          | 15               | Не пройшли | Не пройшли |
| 16    | Макао          | 71.0000          | 16               | Не пройшли | Не пройшли |